# Антония Вюртембергская
Антония, принцесса Вюртембергская (24 марта 1613 — 1 октября 1679) — дочь герцога Иоганна Фридриха Вюртембергского; меценатка, гебраист и христианский каббалист; заказчица каббалистической алтарной панели, называемой её именем (1663).

## Биография
Третий ребёнок (вторая дочь) из девяти детей герцога Иоганна Фридриха Вюртембергского (1582—1628) и Барбары Бранденбургской (1584—1636). Старшая сестра Эберхарда III Вюртембергского. Принцесса взрослела в условиях Тридцатилетней войны (1618—1648) и временного изгнания её семьи; только в 1638 году Эберхард смог вернуть семье Вюртемберг.
Получила хорошее образование, включавшее знание еврейского языка: одним из последствий Реформации в Германии было пробуждение интереса к еврейскому языку среди христианских учёных; королевские и знатные дворянские семьи включали его в программу воспитания своих дочерей. По свидетельству современников, была хорошо знакома с раввинской и каббалистической литературой.
В ходе войны многие церкви в Вюртемберге были разграблены и лишены своих украшений, особенно после битвы при Нердлингене (1634). Антония занялась организацией ремонта и восстановления церквей. Её милосердие, благочестие, знание языков и раздача стипендий получили признание общества. Она прославилась как «просвещённая принцесса Антония» и «Минерва Вюртемберга». В меру возможностей и вместе с сёстрами, принцессами Анной-Иоганной (1619—1679) и Сибиллой (1620—1707), она покровительсвовала искусствам и наукам.

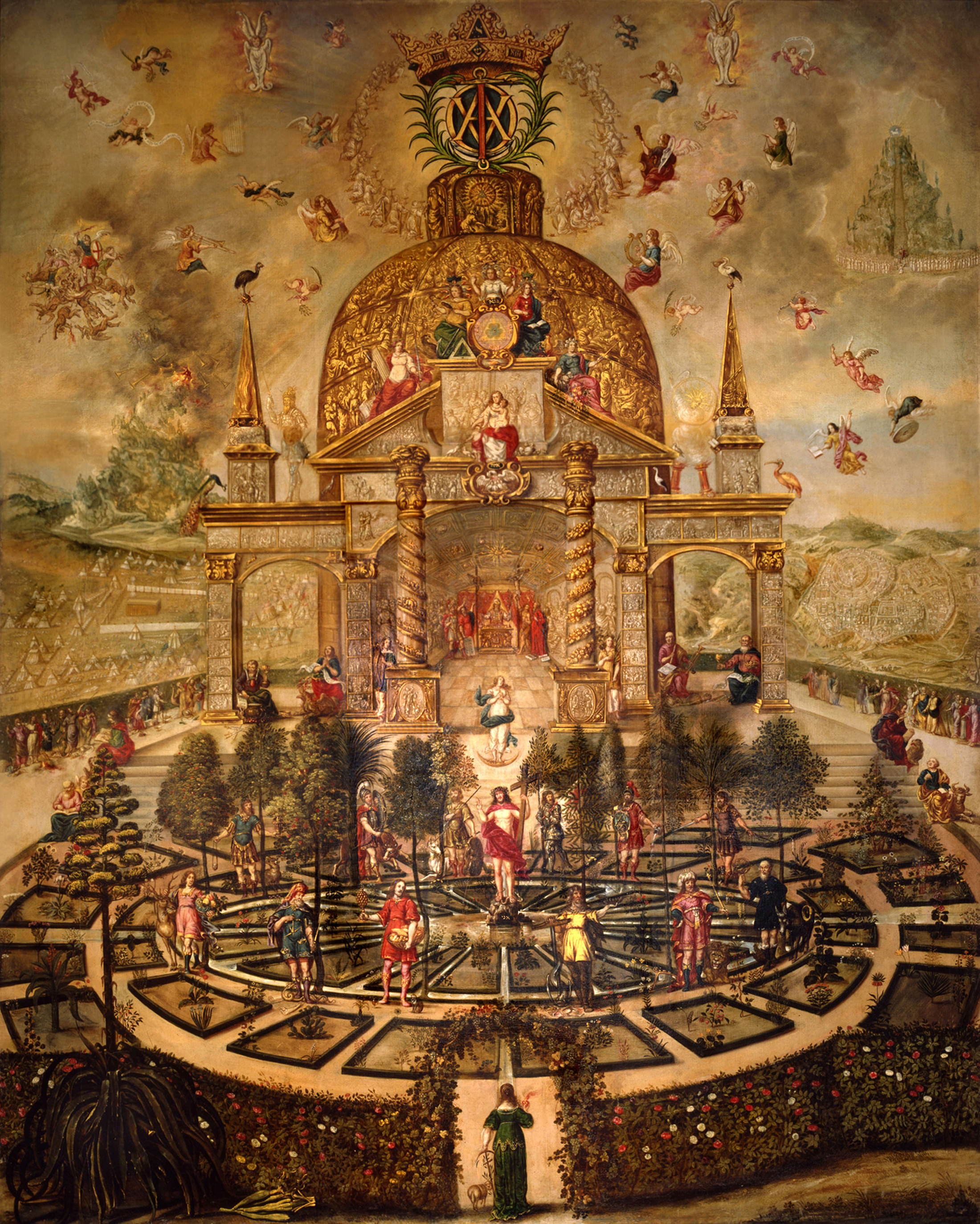
Каббалистическая алтарная панель принцессы Антонии в церкви летней резиденции Вюртембергов в Бад-Тайнахе

Под её протекторатом находились протестантский богослов-мистик Иоганн Андреа, давший рождение персонажу Розенкрейцу, а также основатель пиетизма Филипп Шпенер: религиозная философия была в центре её интересов. Изучение еврейской каббалы привело к созданию уникального триптиха, идея которого зародилась у принцессы Антонии и её круга духовных профессоров ещё в 1652 году. Триптих был исполнен придворным художником Иоганном Грубером (Johann Friedrich Gruber; творил в 1662—1681) к 1663 году. Церковь Святой Троицы летней резиденции Вюртембергов в Бад-Тайнахе возводилась в 1662—1665 годы. Из личных покоев Антонии триптих в 1673 году был перемещён в церковь и поныне свидетельствует о глубокой вере и таинственных знаниях принцессы.
Принцесса Антония умерла в 1679 году, она никогда не была замужем. Её тело захоронено в Коллегиальной церкви Штутгарта («Штифтскирхе»); а сердце — по её желанию — было помещено в церковную стену позади триптиха в Бад-Тайнахе.

## Свидетельства о занятиях гебраистикой и каббалой
Эзенвейн, соборный декан в Ирахе и профессор в Тюбингене, писал в июле 1649 года Иоанну Буксторфу (1599—1664) в Базель, что принцесса Антония, «сделав большие успехи в изучении еврейского языка и в чтении еврейской Библии, желает также постигнуть искусство читать без знаков»; три года спустя он писал Буксторфу, что она сделала такие успехи, что «собственноручно поставила знаки на большей части еврейской Библии». Другой ученик Буксторфа, Филипп Шпенер, временно проживавший в Гейдельберге, был в дружеских отношениях с принцессой, и они вместе изучали каббалу. Сам Буксторф подносил ей копии каждой своей книги. В Штутгартской королевской библиотеке имелся манускрипт «Unterschiedlicher Riss zu Sephiroth», принадлевшащий, как полагали, перу Антонии. Он содержал каббалистические диаграммы, из которых многие были объяснены по-еврейски и по-немецки.
Антонию превозносили многие христианские гебраисты; в коллекции манускриптов Иоанна Буксторфа сохранилась поэма (в двадцати четырех строфах с акростихом Антонии) в честь «славной принцессы Антонии».